# Cottus transsilvaniae
Cottus transsilvaniae is een endemische zoetwaterdonderpad die alleen voorkomt in de bovenloop van de Argeș, een rivier in het zuiden van Roemenië, die ontspringt in de zuidelijke Karpaten en uitmondt in de Donau. Mogelijk komt de soort in meer zijrivieren van de Donau voor.
Deze vissoort behoort tot de 15 in Europa voorkomende soorten uit het geslacht Cottus. Dit zijn zoetwatervissen uit een familie van zowel zoet- als zoutwatervissen, de donderpadden.